# Поворотный (Приморский край)
Поворотный — упразднённый маяк (тип населённого пункта) входивший в состав Находкинского городского округа Приморского края. В 2004 включен в состав города Находки. 

## Географическое положение
Маяк Поворотный расположен на одноименном мысу, на расстоянии приблизительно в 20 км (по прямой) к юго-востоку от города Находка.

## Население
| 2002 |
| ---- |
| 5    |

Согласно результатам переписи 2002 года, в национальной структуре населения русские составляли 80 %.